# Viotá
Viotá è un comune della Colombia facente parte del dipartimento di Cundinamarca.
Il centro abitato venne fondato nel 1777.